# ألعاب القوى في الألعاب البارالمبية الصيفية 2024 – سباق 800 متر للنساء
أقيمت منافسات سباق 800 متر للنساء ضمن ألعاب القوى في الألعاب البارالمبية الصيفية 2024 في ملعب فرنسا، خلال الفترة من 1 إلى 7 سبتمبر 2024. كانت هناك 3 فئات خلال هذه المسافة.

## الجدولة
| د | الدور الأول | ن | النهائي |

| التاريخ       | الأحد 1 | الأحد 1 | الاثنين 2 | الاثنين 2 | الثلاثاء 3 | الثلاثاء 3 | الأربعاء 4 | الأربعاء 4 | الخميس 5 | الخميس 5 | الجمعة 6 | الجمعة 6 | السبت 7 | السبت 7 |
| الحدث         | ص       | م       | ص         | م         | ص          | م          | ص          | م          | ص        | م        | ص        | م        | ص       | م       |
| ------------- | ------- | ------- | --------- | --------- | ---------- | ---------- | ---------- | ---------- | -------- | -------- | -------- | -------- | ------- | ------- |
| تي 34 800 متر |         |         |           |           |            |            |            |            |          |          |          |          |         | ن       |
| تي 53 800 متر |         | ن       |           |           |            |            |            |            |          |          |          |          |         |         |
| تي 54 800 متر | د       | ن       |           |           |            |            |            |            |          |          |          |          |         |         |

## ملخص الميداليات
فيما يلي ملخص للميداليات الممنوحة في جميع منافسات 800 متر الخاصة بالنساء.
| Classification | الذهبية                        | الذهبية        | الفضية                             | الفضية     | البرونزية                         | البرونزية  |
| -------------- | ------------------------------ | -------------- | ---------------------------------- | ---------- | --------------------------------- | ---------- |
| تي 34          | هانا كوكروفت · بريطانيا العظمى | 1:55.44        | كاري أدينغان · بريطانيا العظمى     | 2:03.12    | إيفا هيوستن · الولايات المتحدة    | 2:05.94    |
| تي 53          | كاثرين ديبرونر · سويسرا        | 1:41.04 PR     | سامانثا كينغهورن · بريطانيا العظمى | 1:42.96    | تشو هونغتشوان · الصين             | 1:46.83 AR |
| تي 54          | مانويلا شار · سويسرا           | 1:42.36 PR, SB | تشو تشاوكيان · الصين               | 1:43.24 PB | سوزانا سكاروني · الولايات المتحدة | 1:43.42    |

## النتائج
فيما يلي نتائج النهائيات فقط لكل مسابقة من مسابقات 800 متر نساء في كل تصنيف. تفاصيل إضافية لكل سباق، بما في ذلك نتائج التصفيات وأنصاف النهائيات عند الحاجة، متوفرة في الصفحة المخصصة لكل فئة.

### تي 34
جرى السباق النهائي الخاص بهذا التصنيف في 7 سبتمبر 2024 على الساعة 20:20:
| الترتيب | الاسم         | الجنسية          | الزمن   | ملاحظات |
| ------- | ------------- | ---------------- | ------- | ------- |
| الأول   | هانا كوكروفت  | بريطانيا العظمى  | 1:55.44 |         |
| الثاني  | كاري أدينغان  | بريطانيا العظمى  | 2:03.12 |         |
| الثالث  | إيفا هيوستن   | الولايات المتحدة | 2:05.94 |         |
| 4       | فابيين أندريه | بريطانيا العظمى  | 2:06.86 |         |
| 5       | لان هانيو     | الصين            | 2:11.97 |         |
| 6       | موي أونوديرا  | اليابان          | 2:15.85 | SB      |
| 7       | ليو بانبان    | الصين            | 2:18.82 |         |
| 8       | لورين فيلدز   | الولايات المتحدة | 2:33.51 |         |

### تي 53
جرى السباق النهائي الخاص بهذا التصنيف في 1 سبتمبر 2024 على الساعة 19:04:
| الترتيب | الاسم            | الجنسية          | الزمن   | ملاحظات |
| ------- | ---------------- | ---------------- | ------- | ------- |
| الأول   | كاثرين ديبرونر   | سويسرا           | 1:41.04 | PR      |
| الثاني  | سامانثا كينغهورن | بريطانيا العظمى  | 1:42.96 |         |
| الثالث  | تشو هونغتشوان    | الصين            | 1:46.86 | AR      |
| 4       | هاميدي دوغانغون  | تركيا            | 1:51.70 | SB      |
| 5       | غاو فانغ         | الصين            | 1:51.81 | PB      |
| 6       | أنجي بالارد      | أستراليا         | 1:56.86 |         |
| 7       | تشيلسي ستاين     | الولايات المتحدة | 2:11.91 |         |

### تي 54
جرى السباق النهائي الخاص بهذا التصنيف في 1 سبتمبر 2024 على الساعة 19:17:
| الترتيب | الاسم           | الجنسية          | الزمن   | ملاحظات |
| ------- | --------------- | ---------------- | ------- | ------- |
| الأول   | مانويلا شار     | سويسرا           | 1:42.36 | PR، SB  |
| الثاني  | تشو تشاوكيان    | الصين            | 1:43.24 | PB      |
| الثالث  | سوزانا سكاروني  | الولايات المتحدة | 1:43.42 |         |
| 4       | تاتيانا مكفادين | الولايات المتحدة | 1:43.58 | SB      |
| 5       | ليا بايكولا     | بلجيكا           | 1:43.63 | PB      |
| 6       | ميلاني وودز     | بريطانيا العظمى  | 1:43.85 | PB      |
| 7       | هانا ديديريك    | الولايات المتحدة | 1:48.20 |         |
| 8       | تيان ياجوان     | الصين            | 1:48.49 |         |